# Rue du Télégraphe
Pour les articles homonymes, voir Rue du Télégraphe (Toulouse) et Télégraphe (homonymie).
La rue du Télégraphe est une voie située dans le quartier de Ménilmontant du 20e arrondissement de Paris.

## Situation et accès
La rue du Télégraphe, située dans le quartier de Ménilmontant, débute au nos 13-17, rue Saint-Fargeau et se termine au no 244 rue de Belleville.  
Elle est accessible par la ligne 11 à la station Télégraphe du métro parisien.

## Origine du nom
Son nom fait référence au télégraphe, anciennement situé à l'emplacement du cimetière actuel (au no 40), installé ici par Claude Chappe en septembre 1792 puis juillet 1793. Cet endroit est le plus haut point culminant de l'espace public de Paris avec une altitude de 128,508 mètres. Ce télégraphe communiquait avec celui de Montsouris et de la Pointe Saint-Eustache,. Le 17 août 1794, Barère, membre du Comité de Salut public, annonce à la Convention la prise de Quesnoy dont il a été informé par télégraphe.

## Historique

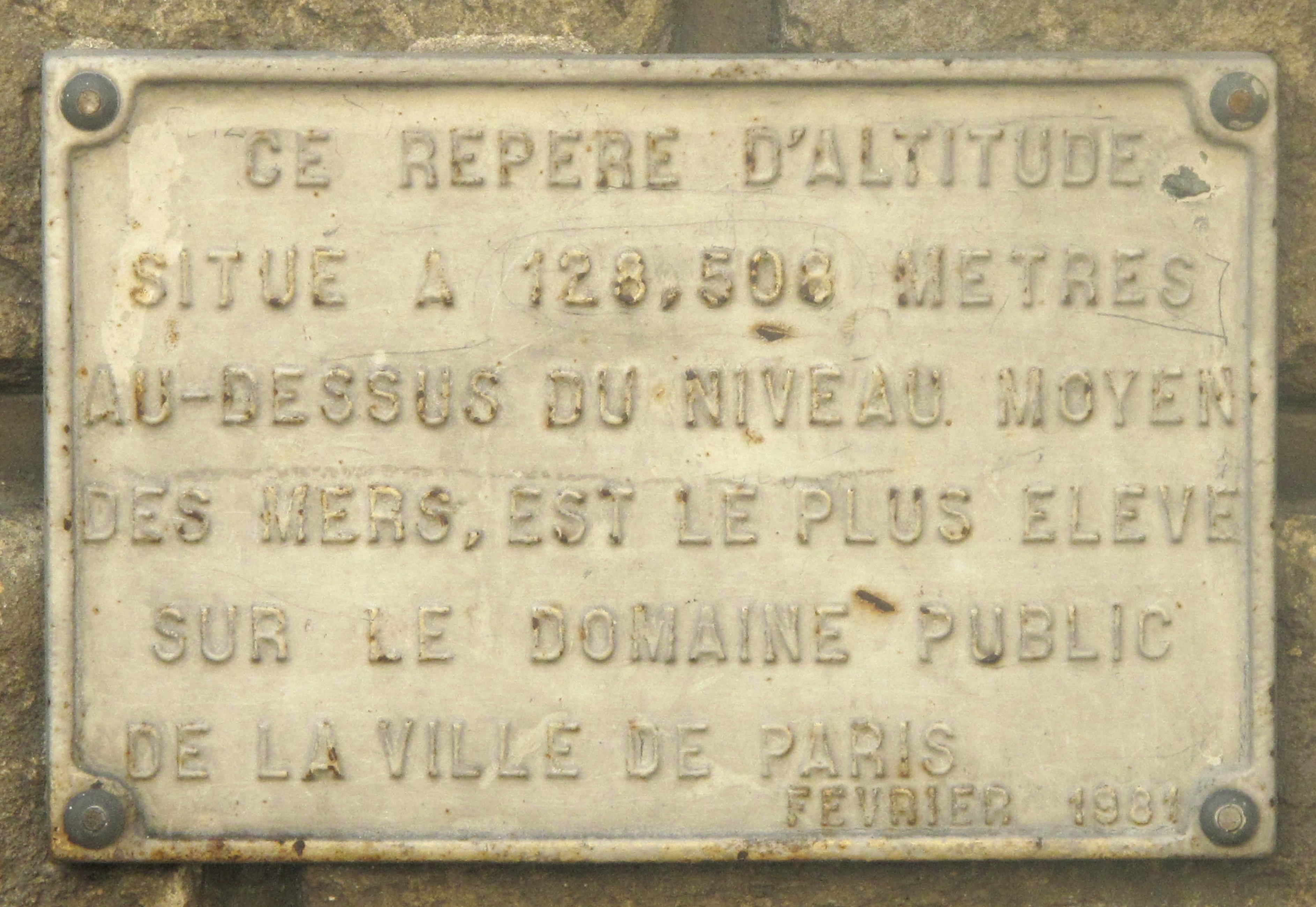
Le repère officiel du sommet de Paris à 128,508 mètres.

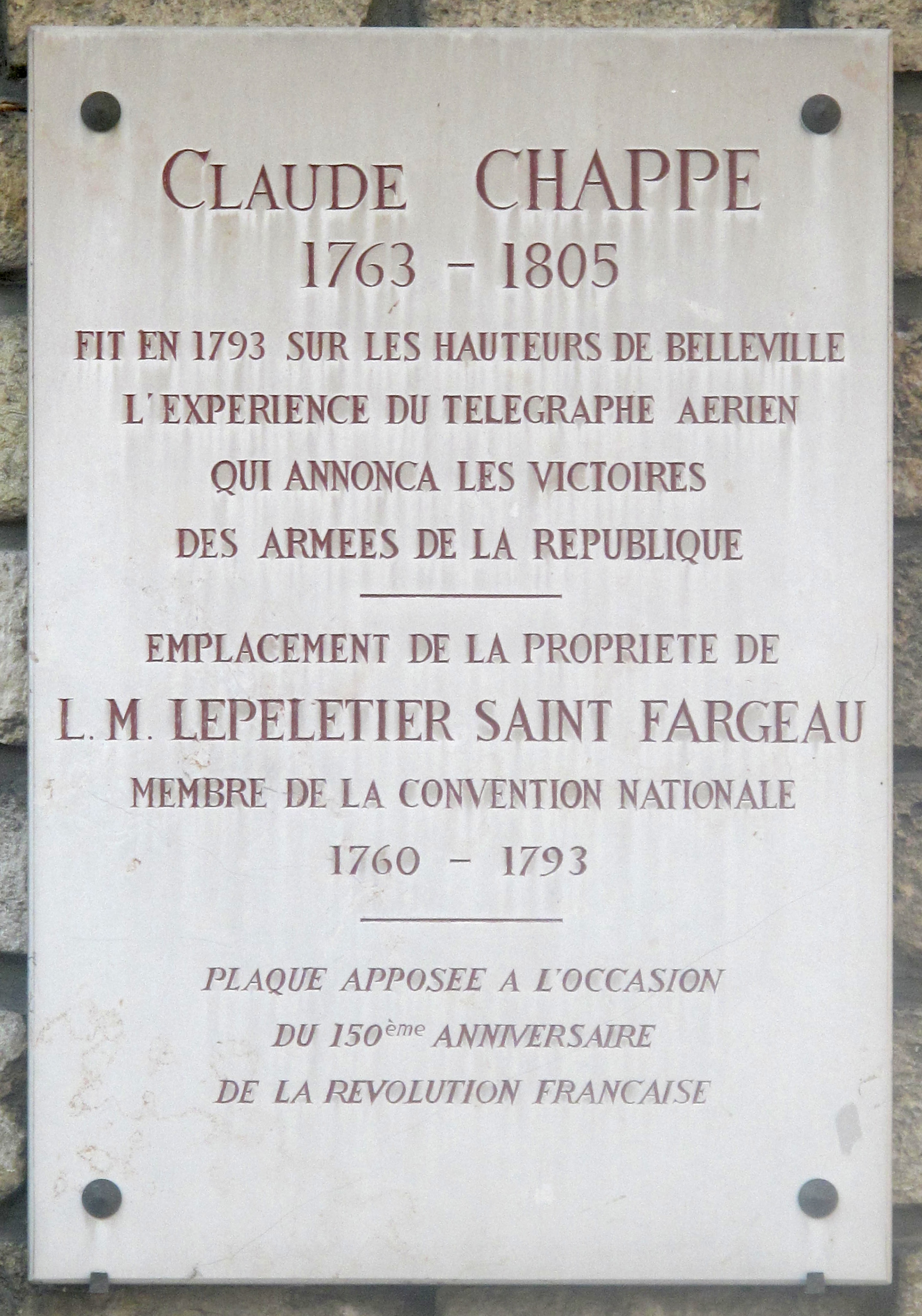
Plaque en mémoire de Claude Chappe, au niveau du cimetière.

Cette voie de l'ancienne commune de Belleville était auparavant un ancien chemin de ronde intérieur du parc du château de Ménilmontant. La partie du parc entre la rue Pelleport et la rue du Télégraphe fut aliénée en 1786, après la partie à l'est de cette rue, vendue en 1763. Indiquée sur le plan cadastral de 1812, la partie comprise entre les rues Saint-Fargeau et du Borrégo porte alors le nom de « chemin de la Glacière » puis est classée dans la voirie parisienne en vertu du décret du 23 mai 1863 avant de prendre sa dénomination actuelle le 4 décembre 1878.

## Bâtiments remarquables et lieux de mémoire
- Le cimetière de Belleville.
- Le réservoir de Belleville, avec son réservoir principal et ses deux châteaux d'eau.
- Les nos 3, 7 et 9 sont la réalisation en 1905 du premier immeuble de la société anonyme des logements économiques pour familles nombreuses pour lequel l'architecte Georges Debrie a été commis[6]. La même sculpture d'entrée de l'immeuble du no 83 rue Belliard est présente.
- Au no 12 se trouve la bibliothèque Oscar-Wilde.
- Au croisement avec la rue du Borrégo est installé un bureau de poste.
- Aux no 27-29, écoles maternelle et élémentaire publiques Télégraphe. Inscription ancienne « école des filles », les établissements étant depuis devenus mixtes. Ils datent des années 1920.
- Au no 33, crèche laïque Saint-Fargeau. Il s'agit de l'une des premières crèches laïques de Paris. En façade, une plaque indique que le bâtiment date de 1914 et que la crèche est reconnue d'utilité publique en 1923. L'architecte Georges Marchand a opté pour une architecture pittoresque Art nouveau, comprenant un auvent en saillie et une corniche en mosaïques fleuries. Le site est répertorié au patrimoine de la Ville de Paris[7].
- Au no 34, Jacques Hillairet, dans le Dictionnaire historique des rues de Paris, signale une petite pyramide en pierre marquant la tombe d'un sieur Guillot.
- Au no 55, dans un appartement, Jean-Paul Baudecroux crée sa radio NRJ, son altitude lui permettant de couvrir Paris[8],[9].

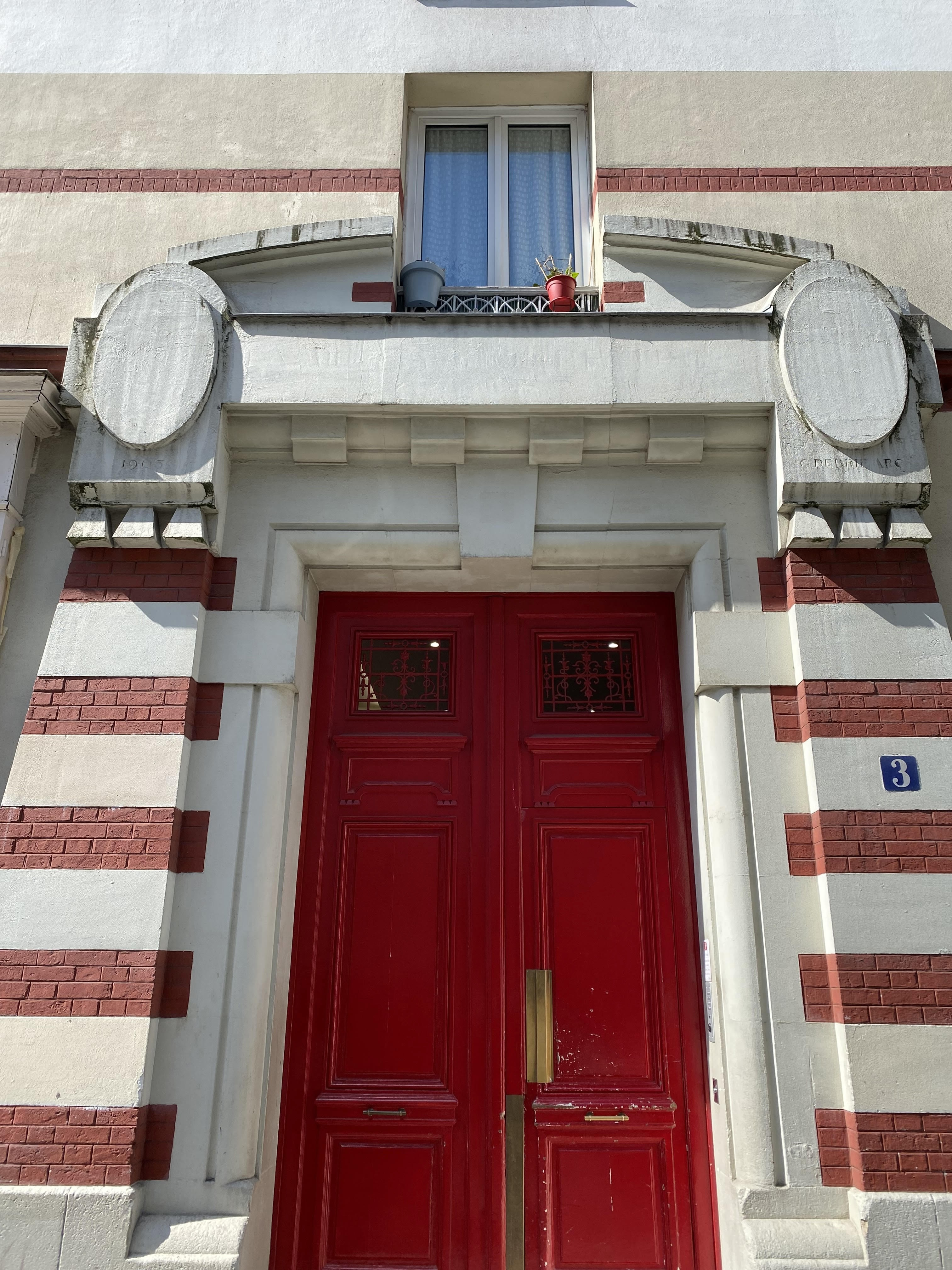
No 3.
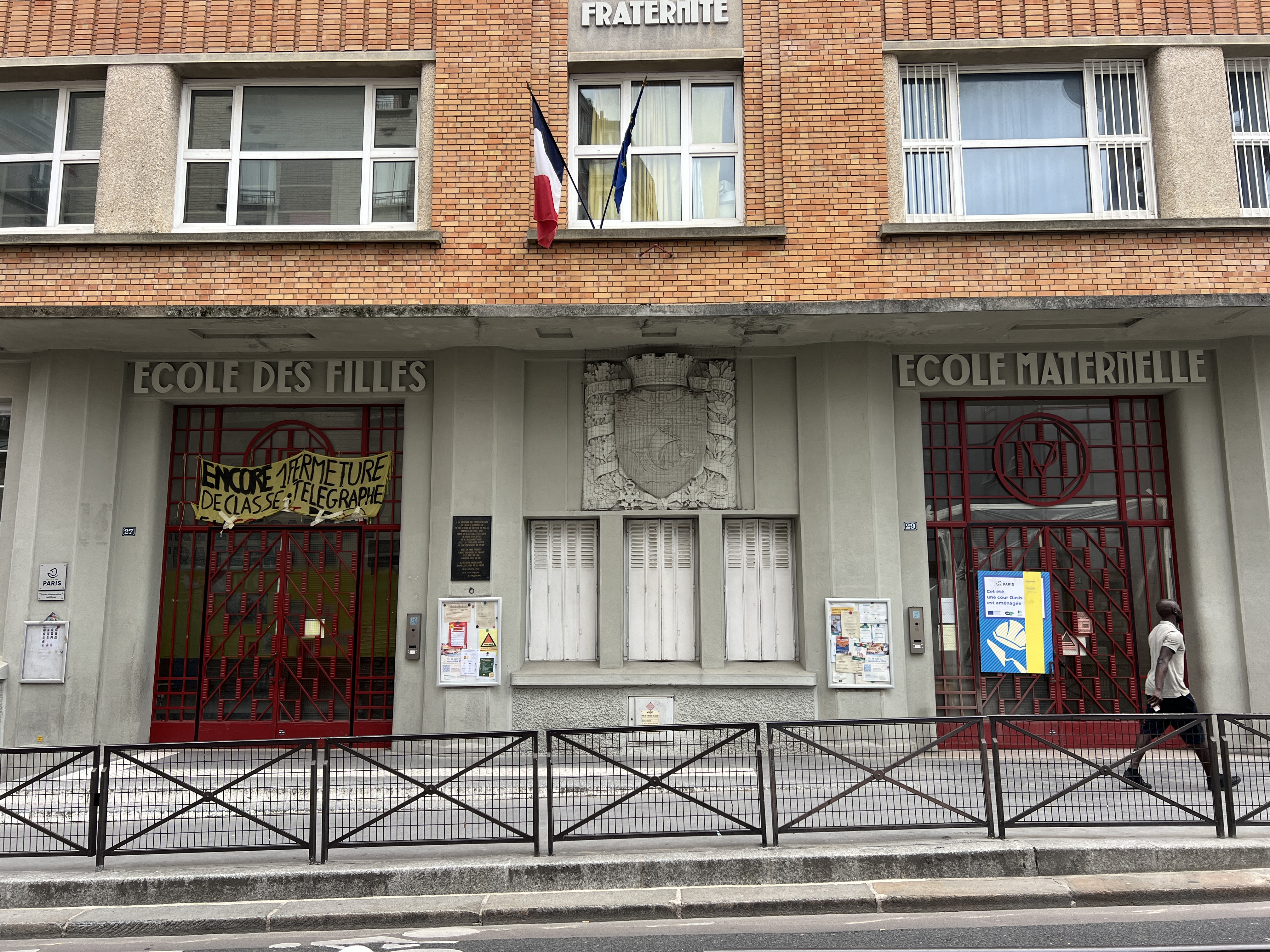
Les écoles maternelle et élémentaire Télégraphe.

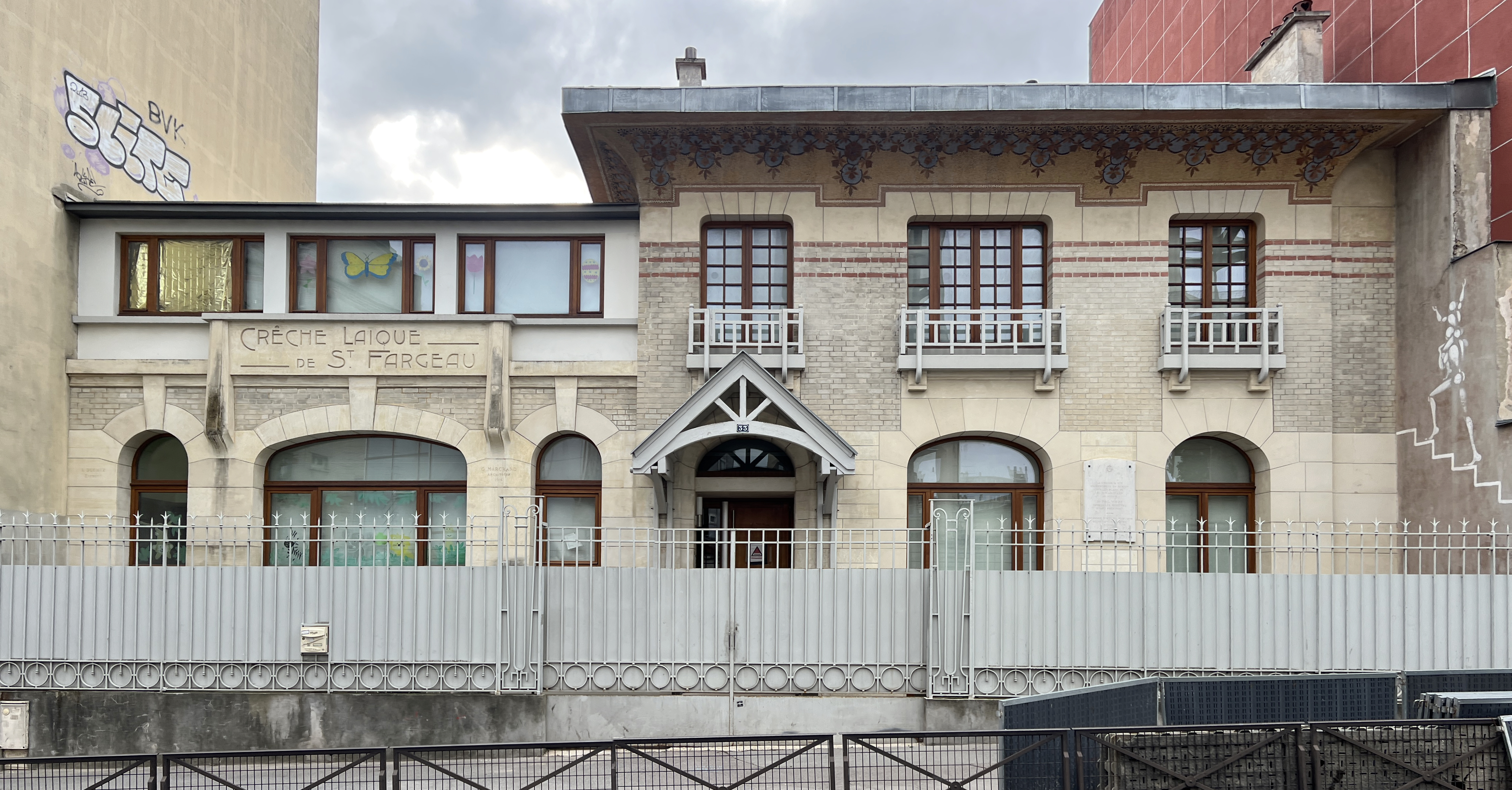
La crèche laïque Saint-Fargeau.
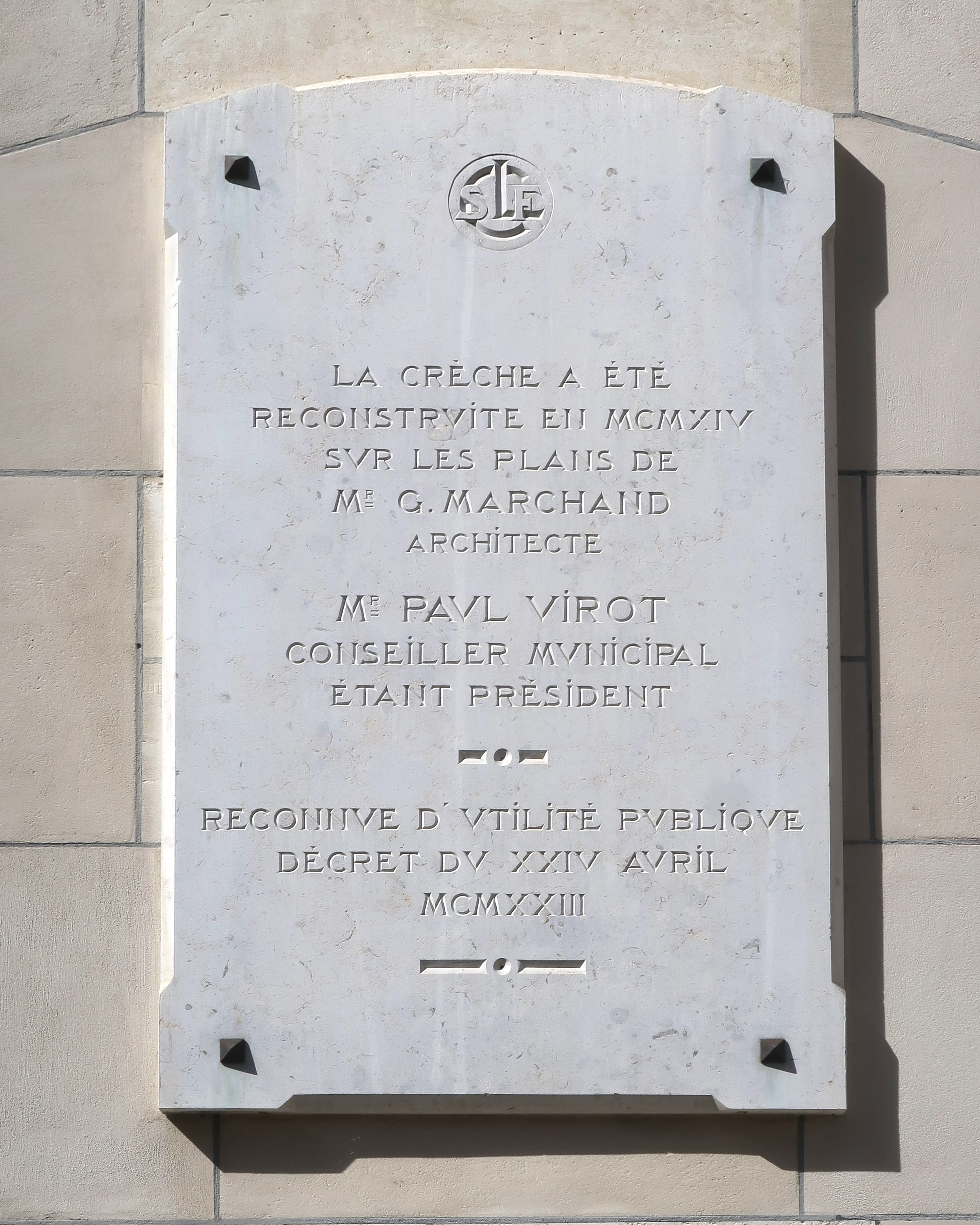
Plaque.
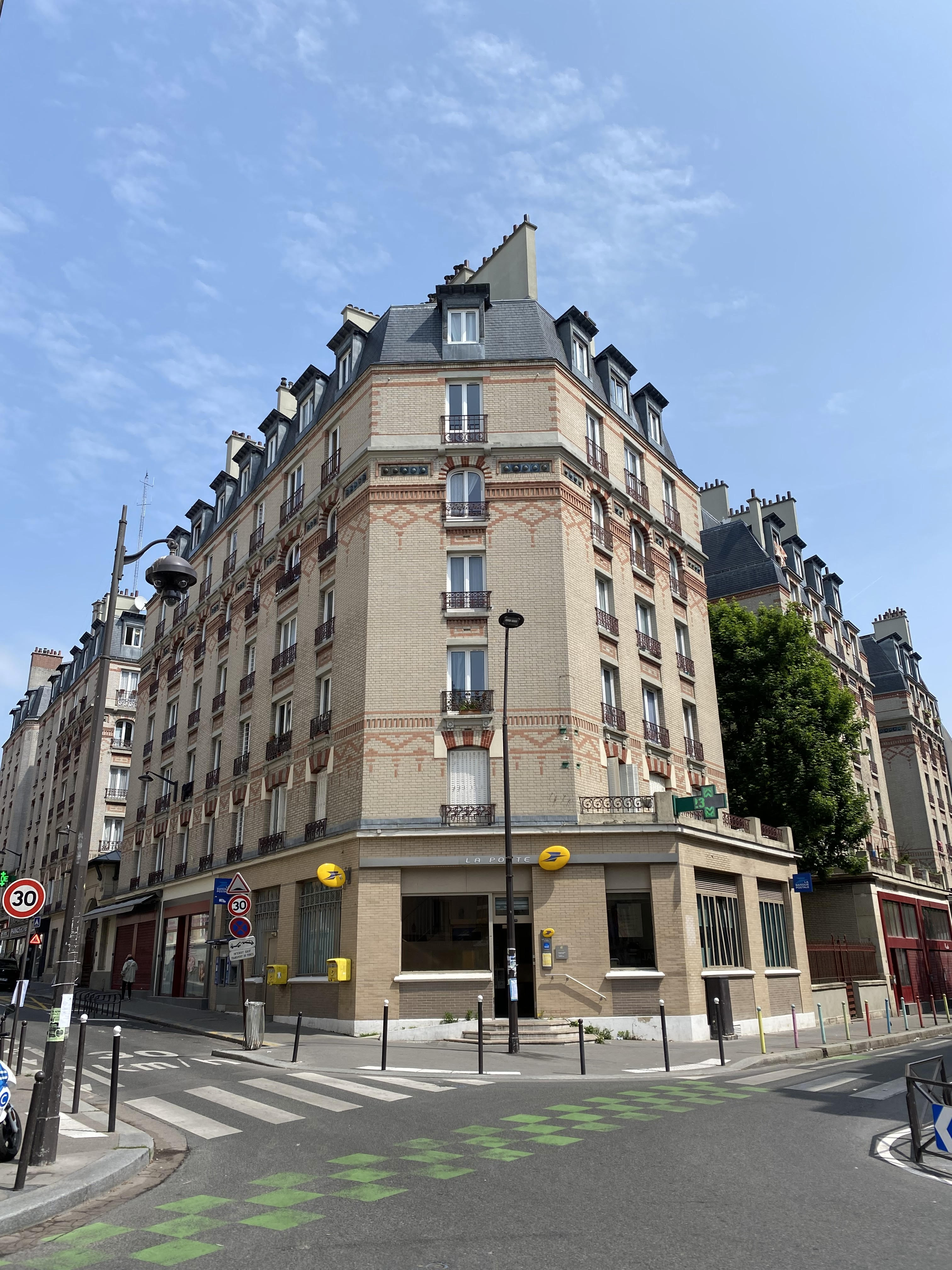
Poste.